# Phumlane Dlamini
Phumlane Dlamini (ur. 22 grudnia 1988) – suazyjski piłkarz grający na pozycji obrońcy. Jest wychowankiem klubu Manzini Wanderers FC.

## Kariera klubowa
Swoją karierę piłkarską Dlamini rozpoczął w klubie Manzini Wanderers FC. W sezonie 2009/2010 zadebiutował w jego barwach w pierwszej lidze suazyjskiej. Wywalczył z nim wicemistrzostwo kraju w sezonie 2010/2011.

## Kariera reprezentacyjna
W reprezentacji Eswatini Dlamini zadebiutował 5 czerwca 2011 w przegrnaym 1:2 meczu kwalifikacji do Pucharu Narodów Afryki 2012 z Sudanem. Od 2018 do 2019 wystąpił w kadrze narodowej 15 razy i strzelił 1 gola.